# Mod wsgi
mod_wsgi est un module pour le Serveur HTTP Apache qui fournit une interface compatible WSGI pour l'hébergement d'application web pour Python (à partir de la version 2.3).
C'est une alternative à des solutions comme mod_python, CGI ou FastCGI pour l'utilisation de Python sur le web.